# カモスタット

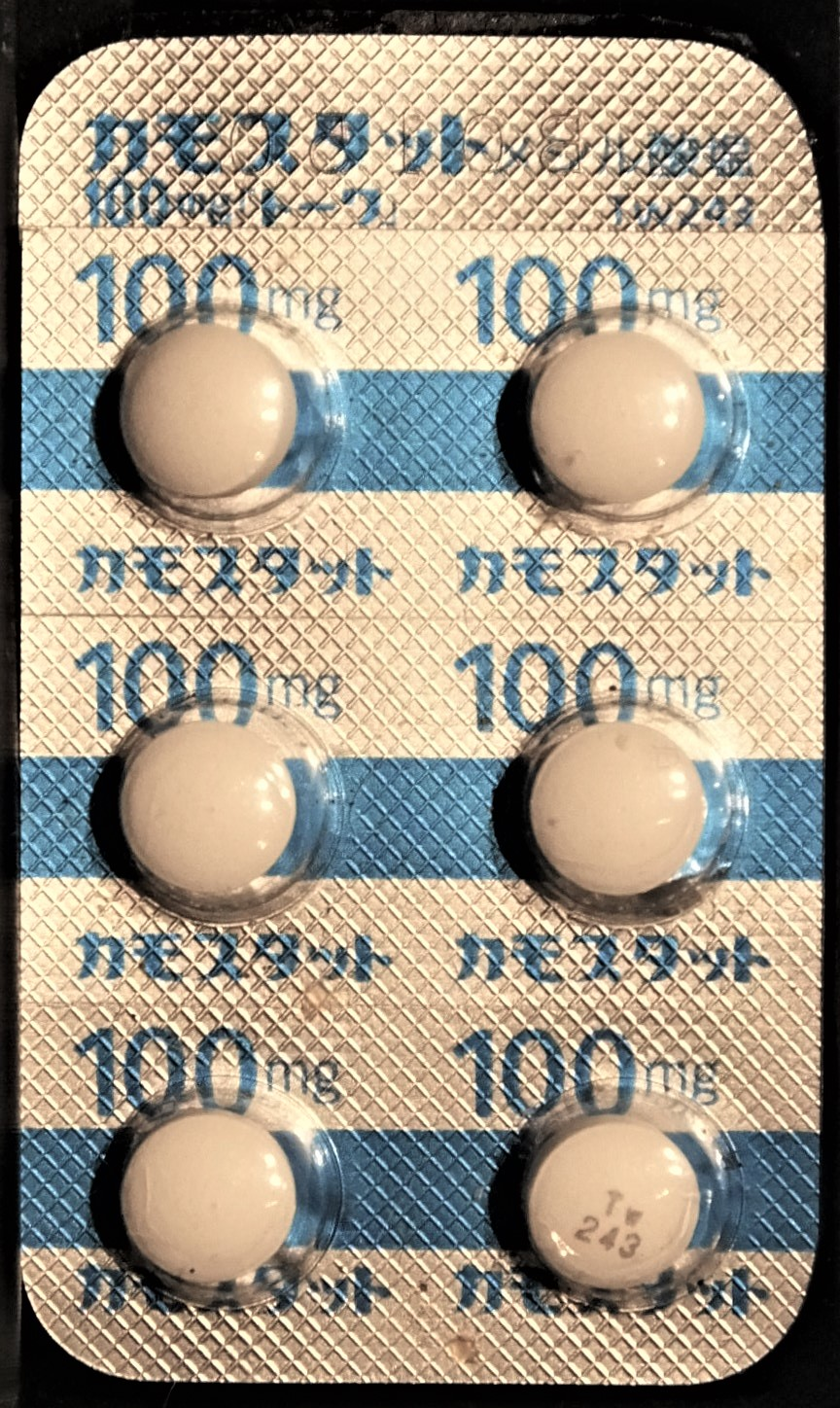
カモスタット100mg錠

カモスタット（英: Camostat,INN; 開発コードFOY-305）は、セリンプロテアーゼ阻害剤。 セリンプロテアーゼ（酵素）は体内でさまざまな機能を持っているため、カモスタットにはさまざまな用途がある。いくつかの形態のがんの治療に使用され、一部のウイルス感染に対しても効果的であり、肝臓や腎臓の病気や膵炎の 線維化を抑制する 。

## カモスタットメシル酸塩錠
日本で市販されている。経口蛋白分解酵素阻害剤「フオイパン錠」が1985年から発売されており、後発品もある。

### 適応
- 慢性膵炎における急性症状の緩解
- 術後逆流性食道炎

### 副作用
副作用として、ショック、アナフィラキシー様症状などのアレルギー、過敏症、高カリウム血症、低ナトリウム血症、血小板や白血球減少、肝機能障害、黄疸などが報告されている。

## COVID-19への適用研究
カモスタットは、TMPRSS2の阻害剤である。TMPRSS2の阻害は、HeLa細胞におけるSARS-CoVおよびHCoV-NL63による感染を部分的にブロックすることが分かっている。研究では、カモスタットが、COVID-19の原因となるウイルスであるSARS-CoV-2のCalu-3肺細胞への感染を大幅に減少させることが、in vitroで示されている。 
日医工は2020年11月11日、「カモスタットメシル酸塩」をコロナ治療薬として、アメリカ合衆国で第2臨床試験を始めたと発表した。2021年1月まで実施予定。